# Crumomyia maculipennis
Crumomyia maculipennis är en tvåvingeart som först beskrevs av Arnold Spuler 1925.  Crumomyia maculipennis ingår i släktet Crumomyia och familjen hoppflugor. Inga underarter finns listade i Catalogue of Life.